# Circondario di Gandersheim
Il circondario di Gandersheim (in tedesco Landkreis Gandersheim) è stato un circondario (Landkreis) della Bassa Sassonia, in Germania.

## Storia
Fu istituito il 1º gennaio 1833 come circondario nel ducato di Brunswick.
Nel 1977 confinava con i circondari Alfeld, Hildesheim, Goslar, Osterode am Harz, Northeim e Holzminden e con i territori di Baddeckenstedt e Salzgitter. Capoluogo e centro maggiore era la città di Bad Gandersheim.
Fu soppresso il 1º agosto 1977; al momento della soppressione, contava 7 comuni. Il territorio dei comuni di Bad Gandersheim e Kreiensen passò al circondario di Northeim; quello dei comuni di Hahausen, Langelsheim, Lutter am Barenberge, Seesen e Wallmoden al circondario di Goslar

## Comuni già appartenenti al circondario
- Ackenhausen
- Ahlshausen
- Ahlshausen-Sievershausen
- Altgandersheim
- Ammensen
- Astfeld
- Bad Gandersheim
- Badenhausen (passato al circondario di Osterode am Harz nel 1972)
- Bartshausen
- Bentierode
- Beulshausen
- Billerbeck
- Bodenburg (passato al circondario di Marienburg nel 1941)
- Bodenstein
- Bornhausen
- Bornum
- Bruchhof
- Brunsen
- Clus
- Dankelsheim
- Dannhausen
- Delligsen (passato al circondario di Holzminden nel 1974)
- Ellierode
- Engelade
- Erzhausen
- Frau-Sophien-Hütte
- Garlebsen
- Gehrenrode
- Gittelde (passato al circondario di Osterode am Harz nel 1972)
- Greene
- Gremsheim
- Hachenhausen
- Hahausen
- Haieshausen
- Hallensen
- Heckenbeck
- Helmscherode
- Herrhausen am Harz
- Herzog Juliushütte
- Holtershausen
- Ildehausen
- Ippensen
- Jerze
- Kaierde (passato al circondario di Holzminden nel 1974)
- Kirchberg
- Klein Rhüden
- Kreiensen
- Langelsheim
- Lutter am Barenberge
- Mahlum
- Münchehof
- Naensen
- Nauen
- Neuwallmoden
- Olxheim
- Opperhausen
- Ortshausen
- Orxhausen
- Ostharingen (passato al circondario di Goslar nel 1942)
- Östrum (passato al circondario di Marienburg nel 1941)
- Rimmerode
- Rittierode
- Schlewecke
- Seboldshausen
- Seesen
- Sievershausen
- Stroit
- Teichhütte
- Varrigsen
- Voldagsen
- Volkersheim
- Wallmoden
- Wenzen
- Windhausen (passato al circondario di Osterode am Harz nel 1972)
- Wolfshagen im Harz
- Wolperode
- Wrescherode